# En nombre del amor (película)
En nombre del amor (en inglés: The choice) es una película estadounidense de drama, comedia y romance de 2016 basada en la novela homónima escrita por Nicholas Sparks. Dirigida por Ross Katz y escrita por Bryan Sipe, fue distribuida por Lionsgate y protagonizada por Benjamin Walker y Teresa Palmer. Se estrenó el 5 de febrero de 2016.

## Argumento
Travis Shaw (Benjamin Walker) es veterinario y vive en la ciudad de Wilmington, Carolina del Norte donde trabaja en la clínica veterinaria de su padre viudo. Allí tiene su primer encuentro con Gabby Holland (Teresa Palmer), quien se mudó a la casa de al lado. Sin embargo, su primer encuentro es bastante difícil, ya que Travis organizó una fiesta en el patio delantero (el cual tiene vista al lago y un pequeño muelle), con música a todo volumen mientras Gabby intenta estudiar, y de paso nota que Molly su mascota está embarazada. De otro lado, Gabby es una estudiante de medicina que tiene una relación sentimental con Ryan McCarthy (Tom Welling) un compañero médico, con quien trabaja en el hospital local. De otra parte, Travis tiene una relación con una chica llamada Mónica (Alexandra Daddario). Un día, mientras Ryan sale de la ciudad por la inauguración de un nuevo hospital, Gabby y Travis pasan más tiempo juntos, comenzando una relación.
Días después, Ryan regresa a la ciudad y desea reanudar su relación con Gabby. Ella, insegura de sus sentimientos, le dice a Travis que su relación no era necesariamente seria, por lo que termina con el para aceptar la propuesta de matrimonio de Ryan. Esa noche, Mónica rompe su noviazgo con Travis, diciéndole que ella sabe de su relación con Gabby y que él debería luchar por ella porque se aman. Al día siguiente, Travis va al hospital pero nota que Gabby se fue de ahí después de que ella rompió su compromiso matrimonial con Ryan, quien lo golpea por lo sucedido. Al rato, Travis se dirige a la casa de los Holland en Charleston, Carolina del Sur para proponerle matrimonio. Ella después de escucharlo acepta casarse con el. Tiempo después, ellos se casan y tienen dos hijos, convirtiéndose en una familia feliz.
Una noche, después de una cena a la que Travis no se presentó debido a una emergencia laboral en el consultorio, Gabby regresa a su casa pero tiene un accidente con otro automóvil. Ella sobrevive pero quedó en coma y Travis, atormentado por la culpa, tiene que tomar la decisión de quitar el soporte vital a ella.
Días más tarde, una tormenta azota el pueblo y por poco destruye la casa de Gabby. A la mañana siguiente cuando recogia los escombros, Moby, el perro de Travis encuentra las campanillas de viento que Gabby tenía en su porche. Luego, el va a la isla que su abuelo le dejó, donde construye una pequeña caseta colgando las campanillas de viento allí. Instantáneamente, las campanillas comienzan a sonar y Travis corre de inmediato al hospital donde ve que Gabby ha despertado del coma después de 7 años de agonía. Esa noche Gabby es dada de alta y llevada a su casa, donde es recibida por sus hijos y por Stephanie (hermana de Travis) y su bebé. Al día siguiente, para compensar la cena que le debía a Gabby antes del accidente, Travis le organiza una cita en el patio delantero, donde ella le dice que escuchó todo lo que dijo mientras estaba en coma. Esa noche, Travis y Gabby van con sus hijos y perros a la caseta llamada El Lugar de Gabby, allí se quedan mirando hacia la luna y las estrellas.

## Elenco
- Benjamin Walker como Travis Shaw.
- Teresa Palmer como Gabby Holland.
- Maggie Grace como Stephanie Shaw.
- Alexandra Daddario como Monica.
- Tom Welling como Dr. Ryan McCarthy
- Tom Wilkinson como Dr. Shep
- Noree Victoria como Liz.
- Brad James como Ben.
- Anna Enger como Megan.
- Wilbur Fitzgerald como Mr. Holland
- Callan White como Mrs. Holland
- Jesse C. Boyd como Matt.
- Dianne Sellers como Jackie.
- Brett Rice como Dr. McCarthy

## Producción
El 10 de junio de 2014, Lionsgate adquirió los derechos estadounidenses y del Reino Unido para hacer una adaptación cinematográfica de la novela de 2007 de Nicholas Sparks, The Choice. Bryan Sipe escribió el guion de la película, que produjo Sparks, Theresa Park y Peter Safran. El 2 de septiembre, Ross Katz dirigía la película, que Sparks cofinanciaba y producía con sus Nicholas Sparks Productions, junto con The Safran Company de Safran. El 30 de septiembre, Benjamin Walker fue elegido para interpretar el papel principal en la película, Travis Parker. El mismo día, Teresa Palmer fue elegida como la protagonista femenina, Gabby Holland. El 7 de octubre, Tom Wilkinson fue agregado al elenco para interpretar al Dr. Shep. El 8 de octubre, Alexandra Daddario, Tom Welling y Maggie Grace se unieron a la película. Welling interpreta a Ryan, un médico en el consultorio de su padre que es el novio de Gabby, y Grace interpreta a la hermana de Travis, Stephanie.

### Filmación
La fotografía principal de la película comenzó el 13 de octubre de 2014 en Wilmington, Carolina del Norte, y duró hasta el 21 de noviembre. Durante los primeros tres días, la tripulación y los extras filmaron en el Dockside Restaurant & Bar y Bridge Tender Marina junto con actores, cerca de la playa de Wrightsville. El 20 de octubre, la filmación se llevó a cabo en Hanover Seaside Club en Wrightsville Beach. La producción más tarde se mudó al centro de Wilmington, donde se filmó en una casa.

## Recepción

### Taquilla
The Choice recaudó $18.7 millones en Norteamérica y $4.7 millones en otros territorios para un total mundial de $23.4 millones.
La película se estrenó en América del Norte el 5 de febrero de 2016, junto a Orgullo y prejuicio y zombis y Hail, Caesar!. Se proyectó que la película recaudaría entre 7 y 9 millones de dólares de 2.631 salas en su primer fin de semana. Ganó $290,000 de las previsualizaciones del jueves por la noche y $6,050,443 en su primer fin de semana, terminando quinta en la taquilla detrás de Kung Fu Panda 3 ($21.2 millones), Hail, Caesar! ($11.4 millones), Star Wars: The Force Awakens ($7 millones) y The Revenant ($6.9 millones).

### Recepción crítica
The Choice recibió críticas negativas de los críticos. En Rotten Tomatoes, la película tiene una calificación del 11%, basada en 79 reseñas, con una calificación promedio de 3.7/10. El consenso crítico del sitio dice: "Al igual que las 10 películas de Nicholas Sparks anteriores, The Choice encuentra una tragedia que golpea a los amantes cruzados por las estrellas en el sur moteado de sol, pero incluso para aquellos que amaban a sus predecesores, este melodrama de gasa puede parecer dolorosamente formulista". Metacritic informa un puntaje de 26 de 100, basado en 23 críticos, indicando "revisiones generalmente desfavorables". Las audiencias encuestadas por CinemaScore le dieron a la película una calificación promedio de "B+" en una escala de A+ a F.
Frank Schenk, del Hollywood Reporter, criticó la película como "el equivalente cinematográfico de mirar una tarjeta Hallmark Card durante dos horas". A. A. Dowd de la A.V. Club la llamó "una papilla formula". Moira Macdonald de Seattle Times escribió que la película "se mueve inexorablemente a su inevitable final de lágrimas". Andrew Barker de Variety describe la película como "comenzando como un recauchutado meramente mediocre de los tropos sparksianos estándar, desviándose hacia la auto-parodia alrededor de la hora, y finalmente concluyendo con uno de los más descarados clímax cínicos recientemente comprometidos con el cine". Devan Coggan de Entertainment Weekly concluyó que la película era un "desastre predecible y reciclado".